# Seif Teka
Seif Teka (in arabo سيف تيكا‎?; Monastir, 20 aprile 1991) è un calciatore tunisino, difensore del Ceramica Cleopatra.

## Caratteristiche tecniche
È un difensore centrale.

## Carriera
Il 28 luglio 2018 si trasferisce in Francia, accordandosi con il Lens, in Ligue 2. Esordisce con i francesi il 14 agosto contro il Tours, nel primo turno di Coupe de la Ligue.
Il 31 dicembre 2020 viene ingaggiato a parametro zero dal Ceramica Cleopatra. Esordisce nel campionato egiziano il 12 gennaio 2021 contro l'Al-Mokawloon (1-1).

## Statistiche

### Presenze e reti nei club
Statistiche aggiornate al 15 dicembre 2022.
| Stagione                  | Squadra                   | Campionato                | Campionato | Campionato | Coppe nazionali | Coppe nazionali | Coppe nazionali | Coppe continentali | Coppe continentali | Coppe continentali | Altre coppe | Altre coppe | Altre coppe | Totale | Totale |
| Stagione                  | Squadra                   | Comp                      | Pres       | Reti       | Comp            | Pres            | Reti            | Comp               | Pres               | Reti               | Comp        | Pres        | Reti        | Pres   | Reti   |
| ------------------------- | ------------------------- | ------------------------- | ---------- | ---------- | --------------- | --------------- | --------------- | ------------------ | ------------------ | ------------------ | ----------- | ----------- | ----------- | ------ | ------ |
| gen.-giu. 2012            | Club Africain             | L1                        | 3          | 1          | CT              | -               | -               | -                  | -                  | -                  | -           | -           | -           | 3      | 1      |
| 2012-2013                 | Club Africain             | L1                        | 6+3        | 0          | CT              | 0               | 0               | -                  | -                  | -                  | -           | -           | -           | 9      | 0      |
| 2013-2014                 | Club Africain             | L1                        | 24         | 1          | CT              | 2               | 0               | -                  | -                  | -                  | -           | -           | -           | 26     | 1      |
| 2014-2015                 | Club Africain             | L1                        | 24         | 2          | CT              | 1               | 0               | -                  | -                  | -                  | -           | -           | -           | 25     | 2      |
| 2015-2016                 | Club Africain             | L1                        | 18         | 1          | CT              | 1               | 0               | CCL                | 2                  | 0                  | -           | -           | -           | 21     | 1      |
| 2016-2017                 | Club Africain             | L1                        | 10+1       | 0          | CT              | 0               | 0               | CC                 | 2                  | 0                  | -           | -           | -           | 13     | 0      |
| 2017-2018                 | Club Africain             | L1                        | 9          | 0          | CT              | 5               | 0               | CC                 | 1                  | 0                  | -           | -           | -           | 15     | 0      |
| Totale Club Africain      | Totale Club Africain      | Totale Club Africain      | 94+4       | 5          |                 | 9               | 0               |                    | 5                  | 0                  |             | -           | -           | 112    | 5      |
| 2018-2019                 | Lens                      | L2                        | 8          | 1          | CF+CdL          | 1+1             | 0               | -                  | -                  | -                  | -           | -           | -           | 10     | 1      |
| ago. 2019                 | Lens                      | L2                        | 3          | 0          | CF+CdL          | 0+1             | 0               | -                  | -                  | -                  | -           | -           | -           | 4      | 0      |
| Totale Lens               | Totale Lens               | Totale Lens               | 11         | 1          |                 | 3               | 0               |                    | -                  | -                  |             | -           | -           | 14     | 1      |
| gen.-giu. 2020            | Chebba                    | L1                        | 9          | 0          | CT              | 2               | 0               | -                  | -                  | -                  | -           | -           | -           | 11     | 0      |
| gen.-giu. 2021            | Ceramica Cleopatra        | PL                        | 15         | 0          | CE              | 1               | 0               | -                  | -                  | -                  | -           | -           | -           | 16     | 0      |
| 2021-2022                 | Ceramica Cleopatra        | PL                        | 27         | 4          | CE              | 1               | 0               | -                  | -                  | -                  | -           | -           | -           | 28     | 4      |
| 2022-2023                 | Ceramica Cleopatra        | PL                        | 2          | 1          | CE              | 0               | 0               | -                  | -                  | -                  | -           | -           | -           | 2      | 1      |
| Totale Ceramica Cleopatra | Totale Ceramica Cleopatra | Totale Ceramica Cleopatra | 44         | 5          |                 | 2               | 0               |                    | -                  | -                  |             | -           | -           | 46     | 5      |
| Totale carriera           | Totale carriera           | Totale carriera           | 162        | 11         |                 | 16              | 0               |                    | 5                  | 0                  |             | -           | -           | 183    | 11     |

## Palmarès

### Club

#### Competizioni nazionali
- Campionato tunisino: 1

Club Africain: 2014-2015
- Coppa di Tunisia: 2

Club Africain: 2016-2017, 2017-2018